# Judah Lewis
Judah Lewis (22 maggio 2001) è un attore statunitense.

## Biografia
Lewis è figlio di Hara e Mark Lewis, entrambi insegnanti di recitazione, ed è ebreo.

## Carriera
Nel 2014, Lewis esordisce come attore recitando nel film televisivo Deliverance Creek - Solo per vendetta.
Nel 2015 ha interpretato un ruolo secondario nel film Demolition - Amare e vivere ed ha recitato nel thriller d'azione Point Break nel ruolo di Johnny Utah da bambino. Sempre nel 2015, Lewis ha interpretato il ruolo di un ragazzo braccato dalla sua babysitter nella commedia horror La babysitter.
Nel 2018, Lewis ha recitato nel film Summer of 84 ed in Qualcuno salvi il Natale.
Nel 2019, ha recitato nel film I See You.
Nel 2020, ha ripreso i suoi ruoli in due sequel: La babysitter - Killer Queen e Qualcuno salvi il Natale 2.

## Filmografia

### Cinema
- Demolition - Amare e vivere (Demolition), regia di Jean-Marc Vallée (2015)
- Point Break, regia di Ericson Core (2015)
- La babysitter (The Babysitter), regia di McG (2017)
- Summer of 84, regia di François Simard, Anouk Whissell e Yoann-Karl Whissell (2018)
- Qualcuno salvi il Natale (The Christmas Chronicles), regia di Clay Kaytis (2018)
- I See You, regia di Adam Randall (2019)
- La babysitter - Killer Queen (The Babysitter: Killer Queen), regia di McG (2020)
- Qualcuno salvi il Natale 2 (The Christmas Chronicles 2), regia di Chris Columbus (2020)
- Suitable Flesh, regia di Joe Lynch (2023)
- Lifeline, regia di Feras Alfuqaha (2025)
- The Floaters, regia di Rachel Israel (2025)

### Televisione
- Deliverance Creek - Solo per vendetta (Deliverance Creek), regia di Jon Amiel – film TV (2014)
- CSI: Cyber – serie TV, 1 episodio (2015)
- Game of Silence – serie TV, 5 episodi (2016)

## Doppiatori italiani
Nelle versioni in italiano delle opere in cui ha recitato, Judah Lewis è stato doppiato da:
- Lorenzo D'Agata in La babysitter, La babysitter - Killer Queen
- Arturo Valli in Qualcuno salvi il Natale, Qualcuno salvi il Natale 2
- Leonardo Della Bianca in Demolition - Amare e vivere
- Tito Marteddu in CSI: Cyber
- Francesco Ferri in I See You
- Ezio Vivolo in Summer of 84